# Paxtons Head

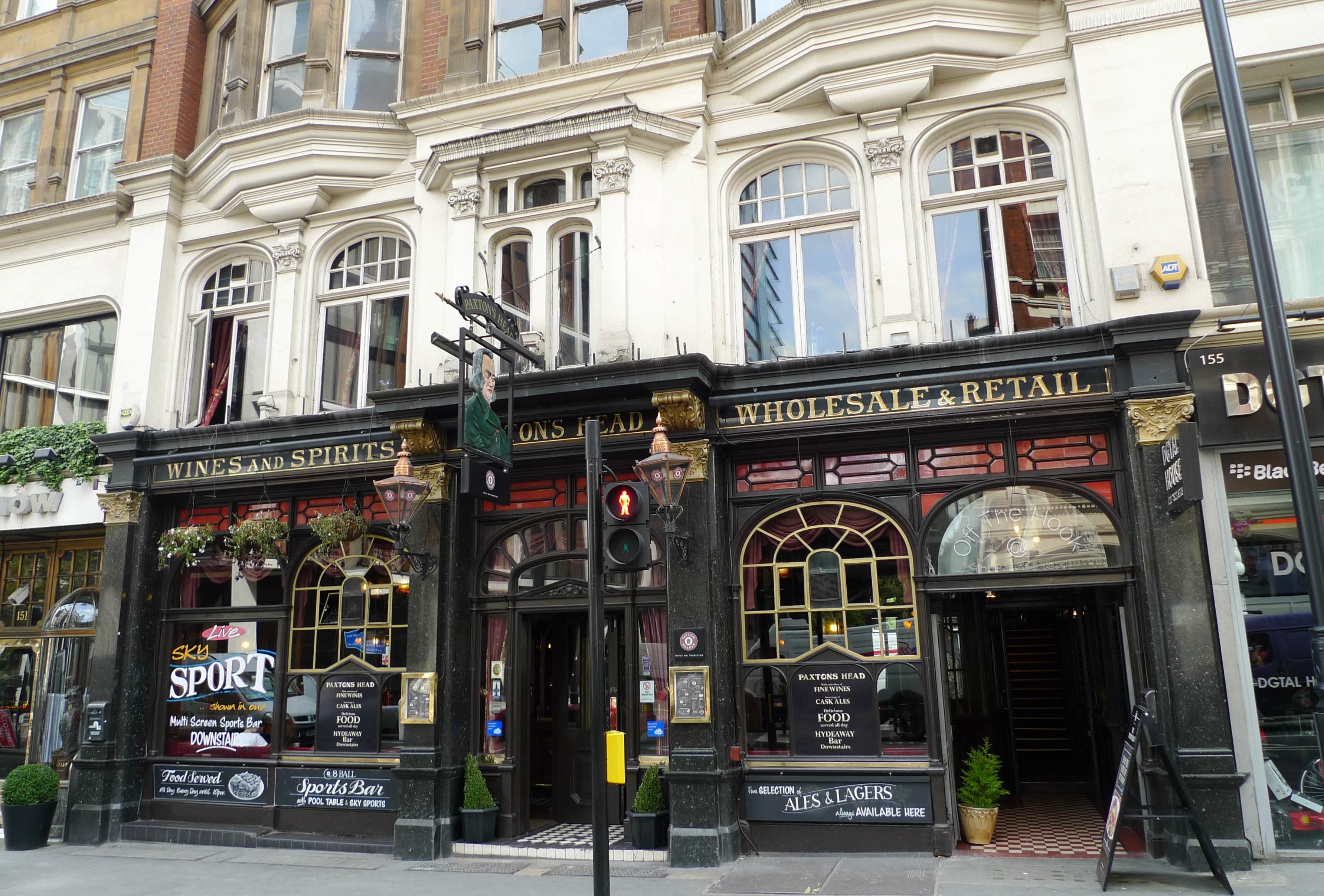
Paxtons Head

Paxtons Head é um pub listado com o Grau II em 153 Knightsbridge, Londres.
Foi construído em 1900–02 por George Dennis Martin como parte do desenvolvimento do Park Mansions.